# フィン・キドランド
フィン・エルリング・キドランド（Finn Erling Kydland、1943年12月1日 - ）は、ノルウェーの経済学者。専門はリアルビジネスサイクル理論、金融政策、財政政策、労働経済学などである。
2004年に動学的マクロ経済学への貢献が称えられ、アメリカの経済学者エドワード・プレスコットとともにノーベル経済学賞を受賞した。

## 略歴
- 1943年　キドランドはノルウェー南西部に位置するロガラン県ヤーレンの農業地域の中の、ヤスダールのセイランの自営農場で生まれる。
- 6人兄弟の長子として育つ。
- ノルウェー経済経営高等学院 (Norges Handelshøyskole, NHH) において理論経済学を学ぶ。
- 1968年　理学士号を取得し卒業する。
- 1973年　アメリカのカーネギーメロン大学において博士号を取得する（博士論文「分散化されるマクロ経済計画」）。
- 1973年　キドランドはノルウェー経営経営高等学院に戻り助教授に就任する。
- 1977年　キドランドは再びアメリカに渡る。
- 1977年　カーネギーメロン大学テッパー・スクール・オブ・ビジネスで経済学の准教授、そのあと教授（the Richard P. Simmons Distinguished Professorship ）として教鞭を執る。
- 2004年7月1日　キドランドはカリフォルニア大学サンタバーバラ校の教授（the Henley Professor of Economics ）となる。
- 2004年　ノーベル経済学賞を受賞する。

- また、キドランドはノルウェー経済経営高等学院の客員教授としても教鞭を執り、ダラスやミネアポリス、クリーブランドの連邦準備銀行では研究教授として顧問も務めた。

## 栄誉・受賞
- 「ノーベル経済学賞」 (2004年)
- 「計量経済学会」のフェロー (1992年– )
- 「John Stauffer National Fellowship」, フーバー研究所 (1982年–1983年)
- 「アレクサンダー・ヘンダーソン賞」, カーネギーメロン (1973年)
- 「ノルウェー科学アカデミー」のメンバー

## 業績
- キドランドは、経済学および政治経済学を中心に研究を行い、景気循環や金融政策、財政政策、および労働経済学にも強い関心を示した。
- 国際マクロ経済学上のパズルの1つであるバッカス＝キーホー＝キドランドの逆説も提示している。
- 2004年には、動学的マクロ経済学への貢献、特に経済政策における動学的不整合性の指摘と、リアルビジネスサイクル理論の開拓が称えられ、アメリカの経済学者エドワード・プレスコットとともにノーベル経済学賞を受賞した。

### リアルサイクルビジネス理論
- キドランドの最大の業績は、ノーベル経済学賞の受賞理由にも挙げられたリアルビジネスサイクル理論の創始である。リアルビジネスサイクル理論は1982年にキドランドが、同じくノーベル経済学賞を受賞したエドワード・プレスコットとともに共同で執筆した論文『Time to build and aggregate fluctuations』に始まる研究である。これは1セクター最適成長モデルを基にした理論であり、経済に加わる実物的ショックから景気が変動することでどのように代表的経済主体が反応するかを考察する理論である。

- リアルビジネスサイクル理論についてキドランドらは、それまで盛んであった貨幣的な要因を強調する考え方よりも実物的な側面を重視し、景気変動は不可避であるという主張をした。この主張はかなり挑戦的に記述されていたため、大きな反響を引き起こした。キドランドらが使用したカリブレーションと呼ばれる数値シミュレーションの手法にも反対の声が多かった。しかしながら手法については、1990年代初頭からは、ケインズ学派の論文においても同様の手法が用いられているようになった。

- 静学的な手法が連立方程式を解いて解の挙動を調べるものならば、動学的な手法は連立微分方程式を解くことで解の挙動を調べるものといえる。しかしながら動学的な手法では明示的な解を求めることは困難である。そこで、現実の数値に基づいてシミュレーションを進める分析手法は、キドランドらの論文以降、確固たる地位を占めることになった。

## 趣味
- キドランドはスポーツを好んでおり、特にサッカーを頻繁にプレイしていた。サッカーの試合観戦にもしばしば足を運んでおり、キドランドはアルゼンチンのボカ・ジュニアーズのサポーターであった。またマラソンにも出場し、参加した大会を完走した。

- それ以外にも、キドランドは音楽、特にブルースに対しても深い関心を示していた。また、ドゥカティのオートバイを愛車としていた。

## 著作
- Endogenous Money, Inflation, and Welfare, (with: Espen Henriksen), Review of Economic Dynamics, April 2010.
- Monetary Policy, Taxes, and the Business Cycle, (with: William Gavin, M. Pakko), Journal of Monetary Economics 54(6), September 2007; 1587-1611.
- The Welfare Cost of Inflation in the Presence of Inside Money, (with: Scott Freeman, Espen Henriksen), in D.E. Altig & E. Nosal (eds.) Monteary Policy in Low-Inflation Economies, Cambridge University Press, 2006.
- Quantitative Aggregate Theory, American Economic Review, 2006.
- Home Production Meets Time to Build, (with: Paul Gomme, Peter Rupert), Journal of Political Economy, 2001.
- Monetary Aggregate and Output, (with: Scott Freeman), American Economic Review, 2000.
- Endogenous Money Supply and the Business Cycle, (with: William Gavin), Review of Economic Dynamics, 1999.
- The Gold Standard as a Rule: An Essay in Exploration, (with: M. Bordo), Explorations in Economic History, 1995.
- Dynamics of the Trade Balance and the Terms of Trade: The J-Curve?, (with: D. Backus, P. Kehoe), American Economic Review, 1994.
- Intertemporal Preferences and Labor Supply, (with: V. Hotz, G. Sedlacek), Econometrica, 1988.
- Kydland, F. and E. Prescott (1982), "Time to Build and Aggregate Fluctuations," Econometrica 50, 1345-1371.
- Kydland, F. and E. Prescott (1977), "Rules rather than discretion: The inconsistency of optimal plans," Journal of Political Economy, 85, 473-490.